# Lebowa

Bandeira de Leboua

Localização de Leboua

Lebowa ou Leboua foi um bantustão criado pelo governo sul-africano antes das eleições democráticas de 1994 (durante o regime do apartheid) para ali agrupar os sul-africanos falantes da língua soto do norte, no nordeste da antiga província do Transvaal, actualmente integrados nas províncias de Mepumalanga e Limpopo.